# آلفرد هاسنکلور
والتر گئورگ آلفرد هاسنکلور (۸ ژوئیه ۱۸۹٠ - ۲۲ ژوئن ۱۹۴٠) شاعر و نمایشنامه‌نویس اکسپرسیونیست آلمانی بود. آثار وی با روی کار آمدن نازی‌ها ممنوع شد و او به فرانسه تبعید شد. با این حال، در آنجا او به عنوان «دشمن خارجی» زندانی شد. وی در لس میل (اردوگاه ملاوی) نزدیک ایکس آن پرووانس درگذشت.

## اوایل زندگی
متولد در آخن، آلمان، پسر دکتر کارل گئورگ (۱۸۵۵–۱۹۳۴) و همسرش ماتیلد آنا (۱۸۶۹–۱۹۵۳)، والتر در دانشگاه آکسفورد حقوق خواند در سال ۱۹۰۸ در دانشگاه لوزان، تا ۱۹۱۴ در لایپزیگ تحصیل کرد و در آن جا به ادبیات و فلسفه علاقه‌مند شد.

## دوران نازی
هنگامی که ناسیونال سوسیالیست‌ها در سال ۱۹۳۳ قدرت را به دست گرفتند، آثار وی توقیف شد، کتاب‌هایش در حین سوختن کتاب، نابود شد و سپس از کتابخانه‌ها برداشته شد. هاسنکلور به نیس تبعید شد. در سال ۱۹۳۴، او در آنجا با ادیت شلوفر ازدواج کرد.
در طول جنگ جهانی دوم هاسنکلور دو بار به عنوان «دشمن خارجی» در فرانسه زندانی شد. هنگامی که فرانسه به دست آلمان سقوط کرد، وی در اردوگاه زندان اردوگاه میلز در جنوب شرقی فرانسه بود. در ساعات اولیه ۲۲ ژوئن ۱۹۴۰ او جان خود را با استفاده بیش از حد از باربیتورات گرفت. تا از دست نازی‌ها خلاص شود.

## فیلمبرداری منتخب
- آقای بهتری (۱۹۲۸)
- دفتر خاطرات یک کوکت (۱۹۲۹)
- آهنگ‌های عاشقانه (۱۹۳۰)
- قرار ملاقات (۱۹۳۰)
- مردان پشت میله‌ها (۱۹۳۱)